# Verda James
Verda I. James (* 27. September 1901 in Stratford, Ontario, Kanada; † 15. Oktober 1991 in Casper, Wyoming) war eine US-amerikanische Politikerin (Republikanische Partei). Von 1969 bis 1970 war sie Präsidentin (Speaker) des Repräsentantenhauses von Wyoming und damit die erste Frau, die eine volle Amtsperiode in dieser Position absolvierte.

## Werdegang
Verda James wurde als Tochter von Sara und William James, einem Eisenbahnangestellten, in Kanada geboren. Als sie zwei Jahre alt war, zogen ihre Eltern mit ihr nach Iowa, wo sie die High School in Boone absolvierte und ihren Abschluss an der University of Iowa erwarb. Sie wurde Lehrerin und arbeitete zunächst in Algona und nach einem Umzug nach Wyoming später in Casper, wo sie Englisch an der Natrona County High School unterrichtete. Zwischenzeitlich lebte sie auch in Minnesota und South Dakota und besuchte die University of Colorado sowie die University of Maryland. An der University of Denver erhielt sie ihren Master.
Ab 1939 war Verda James bei der Erziehungsbehörde von Wyoming beschäftigt, in der sie zur Leiterin der Abteilung für Sonderpädagogik aufstieg. Außerdem fungierte sie als stellvertretende staatliche Direktorin für Volksbildung. Während ihrer Zeit in dieser Behörde hatte sie Anteil an der Einrichtung der staatlichen Gehörlosenschule in Casper. 1955 wurde sie in die Fakultät des Casper College aufgenommen, an dem sie Englisch und Pädagogik unterrichtete. Ab 1958 war sie stellvertretende Superintendentin für den Bereich Grundschulpädagogik im Schulbezirk des Natrona County.
Im Jahr 1954 wurde James als Vertreterin des Natrona County in das Repräsentantenhaus von Wyoming gewählt, dem sie nach mehrfacher Wiederwahl bis 1970 angehörte. Während des Großteils ihrer Amtszeit war sie die einzige Frau in der republikanischen Fraktion. In drei Legislaturperioden führte sie den Vorsitz im Bildungsausschuss. Gouverneur Clifford P. Hansen berief sie in seinen Ausschuss für Bildung und Gleichstellung. In ihrer letzten Amtsperiode als Abgeordnete übernahm sie den Posten der Parlamentspräsidentin. Sie war nicht die erste Frau in dieser Funktion: Die Demokratin Edness Kimball Wilkins hatte diese zwischen 1966 und 1967 formell innegehabt, allerdings niemals aktiv ausgeübt, da sie in den Senat von Wyoming gewechselt war, ehe sie eine Sitzung des Repräsentantenhauses leiten konnte.
Nach ihrem Ausscheiden aus dem Parlament setzte sich Verda James zur Ruhe. Die 1978 in Casper entstandene Grundschule wurde zu ihren Ehren nach ihr benannt. Sie starb am 15. Oktober 1991 in Casper.